# 豐根村
豐根村（日语：／ Toyone mura */?）是日本愛知縣東三河北部（奧三河），與長野縣、静岡縣接壤的一村，屬北設樂郡。2005年11月27日，富山村編入該村。據2021年10月統計，僅982人，為愛知縣内人口最少的自治体。